# チャーマ・ラージャ5世
チャーマ・ラージャ5世（Chama Raja V, 生年不詳 - 1578年以降）は、南インドのカルナータカ地方、マイソール王国の君主（在位：1576年 - 1578年）。

## 生涯
1576年11月9日、叔父チャーマ・ラージャ4世の死により、チャーマ・ラージャ5世が王位を継承した。
しかし、1578年12月26日、チャーマ・ラージャ4世の息子ラージャ・オデヤ1世に敗れ、アンカナハッリへと追放された。
その後、マイソールへと戻り平和に暮らしたが、ラージャ・オデヤ1世への忠誠心が見せかけだとされ、盲目にされ投獄された。
のち、チャーマ・ラージャ5世は弟により解放され、ラングサムドラに平和的に去ることを許された。